# Скрябин, Нюргун Владимирович
Нюргун Владимирович Скрябин (род. 5 мая 1990, Якутская АССР) — российский и белорусский борец вольного стиля, призёр чемпионата России, мастер спорта России международного класса (2016). Живёт в Якутске. С 2013 года выступал за сборную команду России. На всероссийских соревнованиях представляет Республику Саха. С конца 2017 года выступает за команду Беларуси. Мастер спорта Республики Беларусь международного класса (2019).
В феврале 2020 года на чемпионате континента в итальянской столице, в весовой категории до 65 кг Нюргун в схватке за чемпионский титул уступил спортсмену из России Курбану Шираеву и завоевал серебряную медаль европейского первенства.

## Спортивные результаты
- Гран-при «Иван Ярыгин» 2015 — ;
- Чемпионат России по вольной борьбе 2016 — ;
- Гран-при «Иван Ярыгин» 2016 — [3];
- Чемпионат Беларуси по борьбе 2018 — [4];
- Кубок Беларуси по вольной борьбе 2018 — [4];
- Кубок Тахти 2018 — [5];
- Чемпионат Беларуси по борьбе 2023 — ;